# 雪下ろし

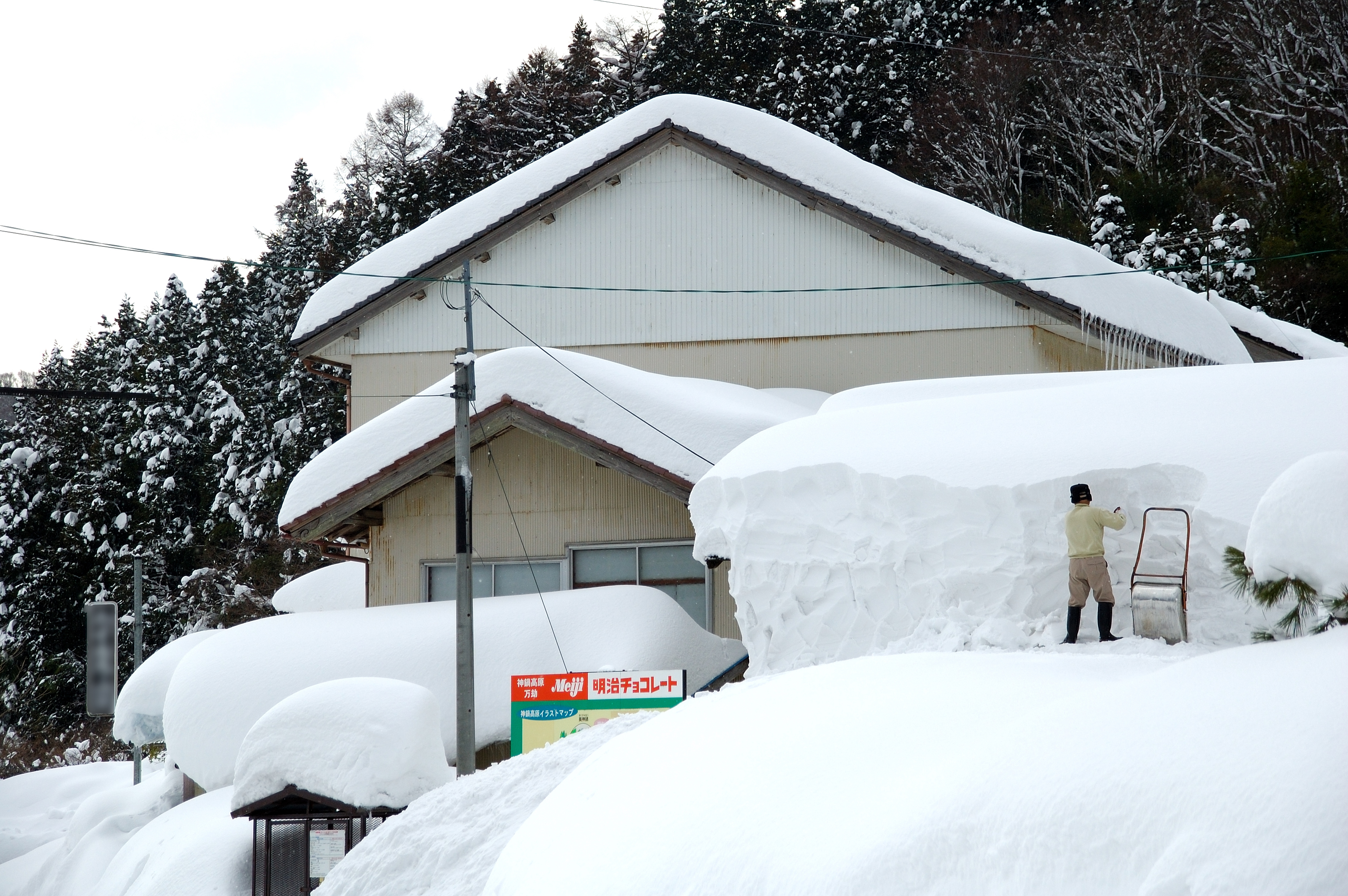
スノーダンプによる雪下ろし（兵庫県豊岡市）

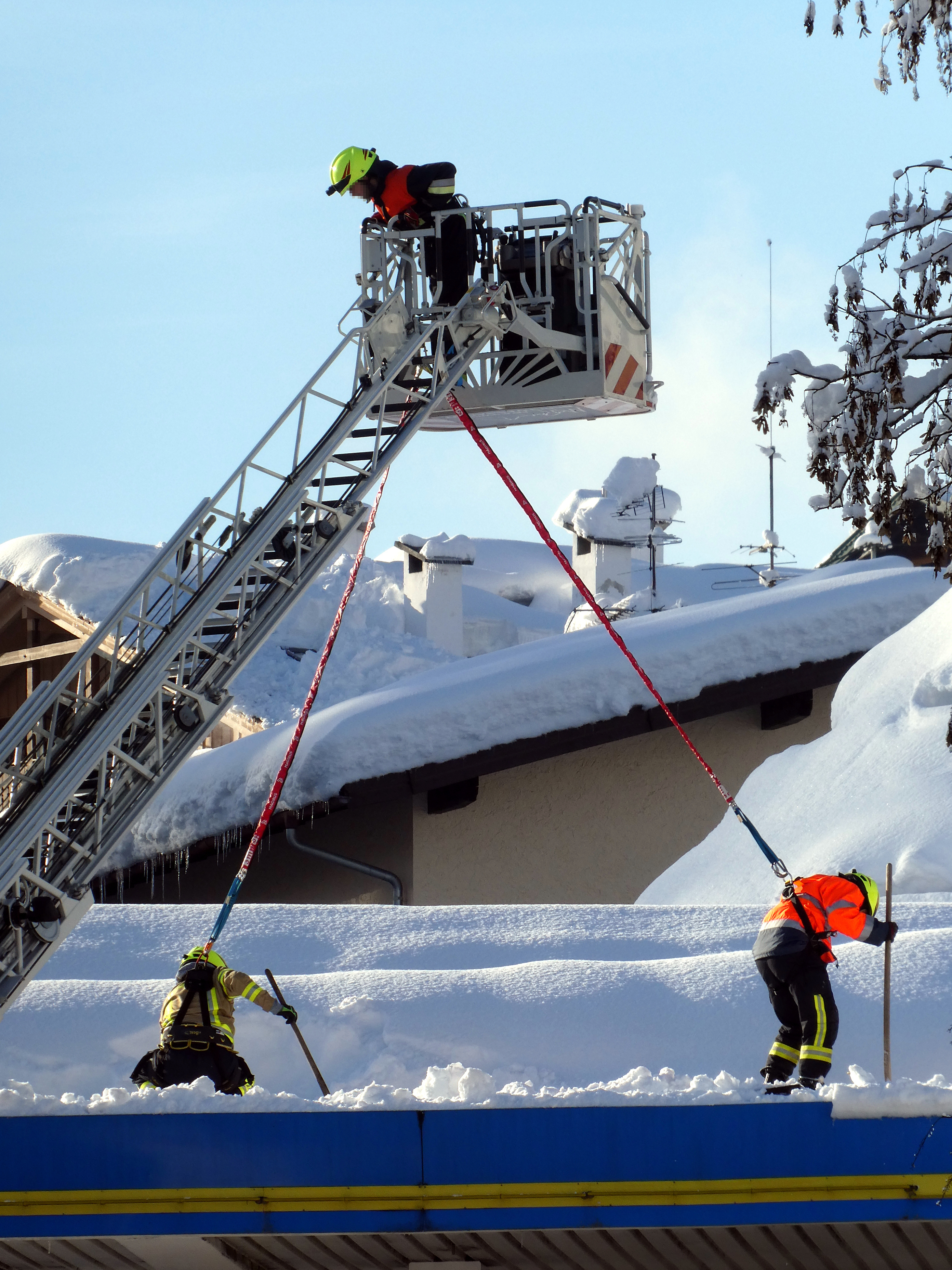
雪下ろし作業

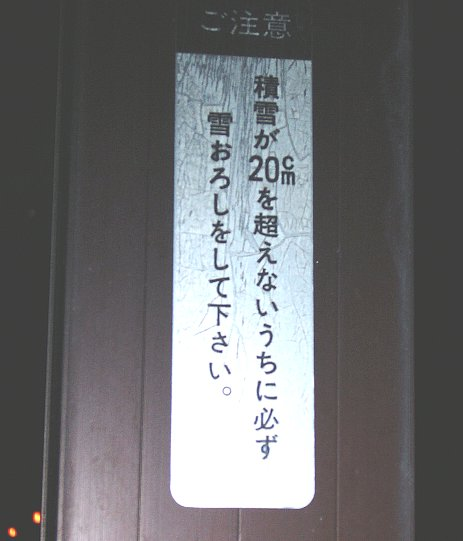
雪下ろしを促す掲示（福井県越前市）

雪下ろし（雪降ろし、ゆきおろし）は、屋根に積もった雪を重みで家屋が倒壊しないように地面に落として除去する作業。

## 概要
豪雪地帯では積雪が数メートルに及ぶため、家屋が雪の重みで倒壊するのを防ぐために屋根の除雪を行う必要がある。この作業を雪下ろしという。
北海道や海外の例では、建築基準法施工細則などの法律によって建築設計の段階で50年に一度のような豪雪でもなければ雪下ろしは不要な強度が盛り込まれている。雪下ろしをしなくてよい建物を克雪住宅と呼ぶ。
カナディアンシーダーハウスなどのように屋根の傾斜を大きくして、雪が積もりにくい構造を用いる場合もあるが、そうでなければ雪下ろしは人力に頼ることになる。スコップやスノーダンプ（ママさんダンプ）、シャベルなどによって屋根の雪を落とすのだが、滑りやすい屋根の上での作業になるため、毎冬、雪下ろし作業での転落事故死が報道される。作業中に雪崩状の落雪に巻き込まれる、軒下に人がいるのに気付かなかったなどの要因で、雪に埋まる事故も頻繁に発生する。作業時には十分な注意が必要である。
豪雪地帯は、高齢化が進む過疎地が大部分を占めるため、雪下ろし作業の担い手確保は、大きな問題になっている。また、国土交通省によると、日本国内の雪下ろしに関連する死亡事故の約8割は、65歳以上の高齢者によるものである。地方によっては雪下ろしの日には、家族から誰か必ず出さなければならないとしているところもある。
地方公共団体そのものによる支援のほか、ボランティアを募ったり、業者に依頼したりする事例も増えてきた。数百人のボランティアが集まる一方で、悪質な雪下ろし業者による事件も多発している。2004年の新潟県中越地震では、被災地での雪下ろしが不可能になり、地震では倒壊に至らなかった家屋が、その後の豪雪に耐えられず、倒壊するケースも見られた。雪で倒壊する空き家問題も大きくなってきている。
家屋が損傷を受ける程の雪でなくても、視界等の確保のため、毎朝自動車の屋根の雪下ろしをするのも、降雪地帯の冬の姿である。

## 確定申告時の控除
日本においては、雪下ろしをするために支出した費用は、「雑損控除」もしくは「災害減免法」の対象となり、確定申告で所得税の軽減や還付を受けることができる。なお「雑損控除」を選択した場合は、関連費用の金額が一定額以上でなければならない。当然ながら自分で雪下ろしをしたりボランティアでやってもらった場合は、雑損控除を受けられない。

## 対策や方法

### 克雪住宅
建築基準法における積雪に関する基準(第八十六条　積雪荷重)があり、多雪地帯には特定行政庁による指定を行うことも可能である。北海道では50年に一度のような豪雪を想定した建築設計が行われており、また英語圏などでも、1平方メートルに対して20-35ポンドなどの基準があり、よほどの老朽建築か規則制定前の建築でない限りは雪下ろしは必要ない積雪荷重が確保されていると考えられている。
雪下ろしが必要ない建物を克雪住宅と呼ぶ。いくつか種類があり以下に示す。
- 融雪式住宅：屋根にヒーター・熱水パイプなどを付けて雪を水の形にして除去する住宅。
- 耐雪式住宅：雪の重量に耐えられるよう設計され、雪庇対策も盛り込まれた平屋建の住宅。
- 落雪式住宅：雪が自然に落下するよう傾斜（5寸勾配以上）が付けられた住宅。棟上部には、雪割り、雪切り板と呼ばれる突起があり、落雪予想地点の安全が確保されている場合はある[12][13][14]。

また、命綱アンカーや克雪住宅の建設には補助金が出る場合がある。

### 雪下ろしの方法
雪下ろし研究の専門家は、地面から雪を落とす作業や落雪の危険がある場所をわかりやすくする程度でよく、どうしても必要である場合は二人以上で命綱を付けて屋根上での作業を行うこととしている。
地面から行う雪下ろしの方法では、屋根にクワ状のスノーレーキ（雪下ろし棒）を伸ばし、雪を滑らせ落下させる方法がある。
屋根上での雪下ろしに関しては、国土交通省は、二人以上で、安全帯・命綱とヘルメット・滑らない靴を装備し、屋根に上って雪を落下させる方法を案内している。豪雪地帯対策特別措置法には、命綱の普及、空家に係る除排雪等の管理に努めるよう記述されている。